# Paris mysterier
Paris mysterier (engelska: Murders in the Rue Morgue) är en amerikansk skräckfilm från 1932 i regi av Robert Florey, producerad av Carl Laemmle Jr. och skriven av Florey, John Huston samt Ethel M. Kelly.
I Paris mysterier, som är löst baserad på Morden på Rue Morgue av Edgar Allan Poe, äger handlingen rum i Paris år 1845, där den galne vetenskapsmannen Dr. Mirakle (Béla Lugosi) kidnappar kvinnor och injicerar dem med blod från en inburad och bitsk apa. Filmen blev inte den succé som Universal hade förväntat sig, och på grund av vissa våldsamma scener, tvingade filmstudion att Paris mysterier klipptes ned från 80 till 61 minuter.
Paris mysterier har senare blivit klassad som en kultfilm och brukar tas emot positivt av filmkritiker.